# ماريو موينهوس
ماريو موينهوس (بالبرتغالية: Mário Moinhos‏) هو لاعب كرة قدم برتغالي في مركز الهجوم، ولد في 13 مايو 1949 في فيلا نوا دغايا في البرتغال. شارك مع منتخب البرتغال لكرة القدم. أما مع النوادي، فقد لعب مع نادي بنفيكا ونادي بوافيشتا.

## وصلات خارجية
- ماريو موينهوس على موقع الاتحاد الأوربي (الإنجليزية)
- ماريو موينهوس على موقع قاعدة بيانات كرة القدم.إي يو (الإنجليزية)
- ماريو موينهوس على موقع ناشيونال فوتبول تيمز (الإنجليزية)